# Matrimonio nell'antica Grecia

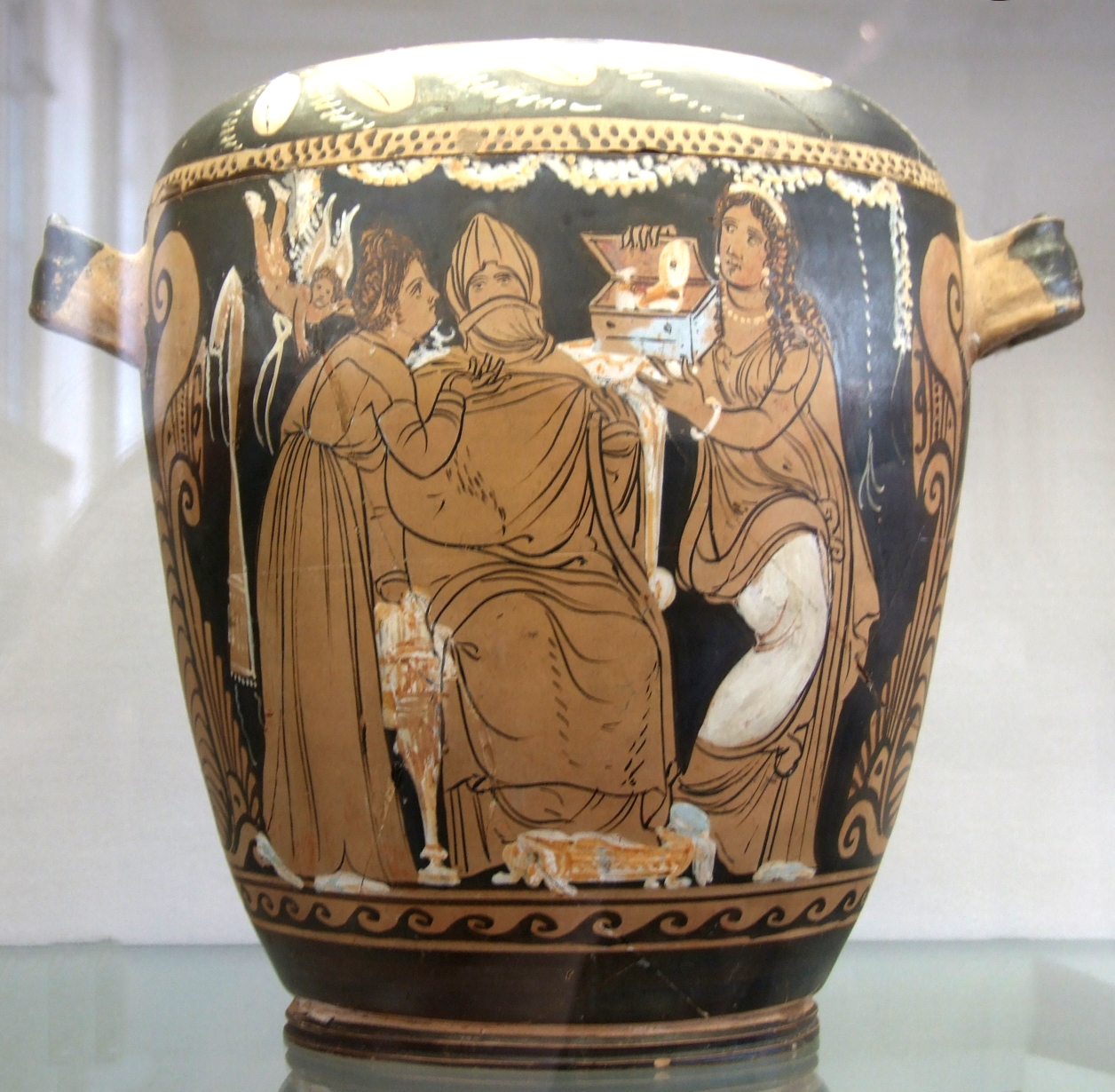
Vaso di ceramica greca con illustrazione di preparativi per l'abbigliamento di una sposa.

Il matrimonio nell'antica Grecia serviva ad incoraggiare l'assunzione delle proprie responsabilità nei rapporti personali. I matrimoni erano di solito organizzati dai genitori e i procacciatori di matrimonio professionisti venivano utilizzati a malincuore. Ogni città era politicamente indipendente, con proprie leggi che riguardavano il matrimonio. Le ragazze orfane venivano affidate a uno zio o a un cugino. Perché il matrimonio fosse legale, il padre o il tutore della donna doveva concedere il permesso, ad un maschio adatto, di sposare la propria figlia o pupilla. I matrimoni venivano celebrati prevalentemente nei mesi invernali. La coppia partecipava ad una cerimonia che comprendeva rituali come la rimozione del velo, ma la coppia che viveva insieme rendeva il matrimonio legale.

## Il matrimonio: un evento di pubblico interesse
I legislatori greci antichi consideravano il matrimonio come una questione di interesse pubblico. Questo era in particolare il caso di Sparta, dove la subordinazione degli interessi privati e di felicità personale al bene pubblico era fortemente incoraggiata dalle leggi della città. Un esempio dell'importanza legale del matrimonio può essere trovato nelle leggi spartane; le leggi di Licurgo di Sparta prevedevano l'adozione di un procedimento penale nei confronti di coloro che si sposavano troppo tardi (graphe opsigamiou) o non adeguatamente (graphe kakogamiou), così come nei confronti di coloro che non si sposavano affatto (graphe agamiou). Queste leggi erano fondate sul principio generalmente riconosciuto che era dovere di ogni cittadino creare una discendenza forte e sana con dei figli legittimi da dare allo Stato.
Gli Spartani consideravano la teknopoioia (fertilità) come l'oggetto principale del matrimonio. Il risultato era che ogni volta che una donna non riusciva ad avere figli da suo marito, lo Stato prevedeva che le dovesse essere permesso di convivere con un altro uomo. Con lo stesso principio, e al fine di prevenire l'estinzione della sua famiglia, al re spartano Anassandrida II fu concesso di convivere con due mogli. Le due mogli vivevano in case diverse: si trattava di un caso di bigamia, come osservato da Erodoto, che non era affatto coerente con le abitudini spartane e neppure con quelle ellenistiche. Così, gli eroi di Omero sembrano non aver mai avuto più di una kouridie alochos (legittima sposa), anche se sono frequentemente rappresentati come vivere in concubinaggio con una o più donne. 
Anche Solone sembra aver visto il matrimonio come una questione di importanza sociale e politica; le sue leggi permettevano il graphe agamiou (celibato), anche se la legge sembra essere andata in disuso in tempi successivi; in ogni caso, non vi è alcun esempio della sua applicazione supportato da fonti. Platone sembra dare un ruolo simile a quello dello Stato, esercitando una pressione politica e sociale per favorire il matrimonio. Secondo le sue leggi, un uomo che non si sposava prima di compiere trentacinque anni era punibile non solo con l'atimia (perdita dei diritti civili), ma anche con sanzioni pecuniarie, e afferma espressamente che nella scelta di una moglie, ogni uomo dovrebbe considerare gli interessi dello Stato e non il proprio piacere.

## Matrimoni combinati
I matrimoni venivano generalmente organizzati tra i genitori della sposa e il pretendente. Un uomo sceglieva la moglie basandosi su tre elementi, la dote, data dal padre della sposa, la sua presunta fertilità, e le sue capacità, come tessitrice o altra occupazione femminile. Non vi erano solitamente limiti di età legali per il matrimonio, anche se con l'eccezione dei matrimoni politici, l'attesa dell'età fertile era considerata un adeguato decoro. Molte donne si sposavano all'età di 14 o 16 anni, mentre gli uomini avevano comunemente intorno a 30 anni. La poligamia era comune in questo periodo, visto che gli uomini ricchi potevano permettersi più mogli.
Il fidanzamento era visto come un dono. Il genero e il suocero diventavano alleati (etai) attraverso lo scambio di altri doni, in preparazione del trasferimento della sposa. I regali (dora) indicavano l'alleanza tra le due famiglie. Lo scambio mostrava che la famiglia della donna non stava semplicemente vendendo o espellendo sua figlia; i doni formalizzavano la legittimità di un matrimonio. Il dono fatto dalla famiglia della moglie promessa sposa (hedna), di solito consisteva in un vitello o altro capo di bestiame.
Un uomo poteva sposare una donna avendola in premio a seguito della vittoria in una competizione. Un marito poteva avere una moglie e una concubina. Se la moglie dava il consenso, i bambini allevati dalla concubina potevano essere riconosciuti come eredi dal marito. Questa usanza era generalmente limitata agli uomini ricchi, permettendo loro di avere più concubine e amanti, ma una sola moglie.
I matrimoni venivano organizzati attraverso l'incontro dei padri della giovane coppia, basandoli sull'espansione dei loro interessi economici o per creare un'alleanza tra le famiglie, con poca preoccupazione per ciò che lo sposo pensava della situazione, e senza alcun riguardo per i desideri della moglie.

## Scelta della sposa
Indipendente da qualsiasi considerazione di ordine pubblico, c'erano anche motivi privati o personali (particolarmente nell'antichità) che rendevano il matrimonio un obbligo. Platone cita uno di questi come il dovere che incombe su ogni individuo di prevedere una continuazione di se stesso come ministro delle Divinità (toi Theoi hyperetas an' hautou paradidonai). Un altro era il desiderio provato da quasi tutti, non solo a perpetuare il proprio nome, ma anche ad evitare che il patrimonio andasse disperso, e il nome scomparisse, lasciando inoltre qualcuno che potesse portare le offerte di rito presso la propria tomba. Con questo in mente, le persone senza figli provvedevano a volte ad  adottare bambini indesiderati, compresi quelli che erano stati abbandonati. 
Per la legge ateniese, un cittadino non poteva sposare una donna straniera, né viceversa, senza incappare in pene molto severe. Comunque, prossimità di parentela (anchisteia), o consanguineità (syngeneia), non erano, salvo rare eccezioni, ostacolo al matrimonio in tutta la Grecia; gli unici preclusi erano i discendenti in linea diretta. Così i fratelli avevano il permesso di sposare anche le sorelle, se non homometrioi o nate dalla stessa madre, come Cimone fece con Elpinice, anche se un matrimonio di questo tipo sembra essere stato guardato con orrore.

## Ereditiere
Ad Atene, quando un padre moriva senza lasciare testamento e senza figli maschi, la sua vedova non aveva scelta nel matrimonio. La legge la costringeva a sposare il parente più prossimo ma non gli ascendenti. Se l'ereditiera era povera (thessa), doveva essere sposata dal parente celibe più vicino o da qualcuno adeguato al suo rango. Quando c'erano diversi co-eredi, aveva la precedenza quello più vicino (vedi epikleros). In effetti l'ereditiera, insieme alla sua eredità, apparteneva ai parenti della famiglia, tanto è vero che in tempi antichi un padre non poteva dare sua figlia (se un'ereditiera) in matrimonio senza il consenso degli altri familiari. Questo non era il caso, comunque, delle leggi ateniesi più tarde, che consentivano a un padre di disporre della propria figlia secondo la propria volontà; proprio come le vedove che venivano date in matrimonio secondo le volontà testamentarie dei loro mariti, che erano ancora considerati i loro tutori legittimi (kyrioi).
La stessa usanza di sposarsi in famiglia (oikos), specialmente nel caso delle ereditiere, era vigente anche a Sparta; Leonida sposò l'ereditiera di Cleomene I, come suo anchisteia, o parente più prossimo, e Anassandrida II, la figlia di sua sorella. Inoltre, se un padre non aveva stabilito niente riguardo alla figlia, era la stessa corte a decidere chi doveva essere il privilegiato, tra i membri di una stessa famiglia, a sposare l'ereditiera. Una somiglianza con la legge ateniese riguardante le ereditiere si ritrova anche nel codice ebraico, come dettagliato in Numeri (c. XXVII, 1 — 11), e esemplificato in Ruth (c. IV).
Ma la combinazione dei matrimoni, fra i vecchi, rimase fuori dalle regole della politica. Questa era interamente lasciata alla cura e all'accortezza dei genitori, o delle donne che ne fecero una professione ed erano chiamate promnestriai o promnestrides. La professione, tuttavia, non sembra essere stata considerata molto onorevole o essere stata tenuta in grande reputazione, essendo troppo simile a quella di un ruffiano (proagogos).

## Date preferite
Di solito c'erano periodi preferiti per la celebrazione dei matrimoni. Secondo alcuni, gli antichi greci si sposavano in inverno. C'erano anche, si dice, molte superstizioni che prevedevano lo svolgimento delle cerimonie durante i periodi di luna piena. Un mese particolarmente dedicato ai matrimoni era quello di "gamelion" o gennaio, che era sacro alla dea Era.

## Fidanzamento
Nel mondo greco antico di Atene, le donne avevano diversi doveri in materia di fidanzamento e matrimonio. Una figlia non poteva sposarsi a meno che un kyrios, che poteva essere suo padre, un fratello di sangue, un nonno o un tutore legale, le desse il consenso. Il kyrios doveva annunciare che permetteva alla figlia di sposarsi. I pretendenti erano spesso in concorrenza tra loro per ottenere la mano delle figlie e portavano doni stravaganti o competevano fra di loro nel canto, nella danza o in giochi di diversa natura. Quando il corteggiatore era stato scelto, il pretendente e il padre della sposa celebravano una cerimonia nota come engysis, (impegno solenne), nella quale i due uomini si stringevano la mano pronunciando alcune frasi rituali. La donna non poteva decidere chi avrebbe sposato, se non in casi molto particolari, e non svolgeva alcun ruolo attivo nel 'processo' engysis. Dopo lo engysis, i due sposi potevano fare una promessa di matrimonio, prima del matrimonio vero e proprio.
Ad Atene lo engyesis, o fidanzamento, era indispensabile per la convalida di un contratto di matrimonio. Veniva realizzato tra il tutore fisico o giuridico (kyrios) della promessa sposa e il pretendente, alla presenza di parenti di entrambe le parti in qualità di testimoni. La legge di Atene prevedeva che tutti i bambini nati da un matrimonio legalmente contratto in questo modo dovevano essere considerati legittimi gnesioi, e conseguentemente, i figli, isomoiroi ( cioè, nati tra un cittadino e una moglie legalmente fidanzata), avevano il diritto di ereditare equamente. Sembrerebbe, quindi, che in caso di un matrimonio non contratto secondo questo rituale i figli avrebbero perso i loro diritti ereditari ex astes kai engyetes gynaikos. La dote della moglie veniva inoltre depositata presso lo sposo.
A Sparta il fidanzamento della ragazza, fatto dal padre o tutore (kyrios), era richiesto come preliminare del matrimonio, così come ad Atene. Un'altra usanza peculiare degli Spartani, retaggio dei tempi antichi, era il sequestro della sposa da parte del marito predestinato (vedi Erodoto, vi. 65), ma, naturalmente, con l'approvazione dei genitori o tutori della ragazza. La sposa, però, non andava subito a vivere nella casa di suo marito, ma conviveva con lui per un po' clandestinamente, finché questi non la portava a casa, spesso assieme alla madre della sposa. Un'usanza simile sembra essersi affermata a Creta, dove, come ci viene detto, i giovani quando espulsi dalla agela dai loro compagni, erano immediatamente sposati, ma non portavano le loro mogli a casa fino a qualche tempo dopo. Muller suggerisce che i figli nati da questo rapporto furtivo venivano chiamati parthenioi

## Celebrazione del matrimonio
La celebrazione del matrimonio nell'antica Grecia consisteva in una cerimonia in tre parti, della durata di tre giorni: il proaulia, che era la cerimonia di pre-matrimonio, il gamos, che era il matrimonio vero e proprio, e la epaulia, che era la cerimonia eseguita dopo le nozze. 

### "Proaulia"
La proaulia era il momento in cui la sposa passava gli ultimi giorni con la madre, le parenti di sesso femminile e le amiche, preparandosi per il matrimonio. Di solito era una festa tenuta a casa del padre della sposa. Durante questa cerimonia, la sposa avrebbe fatto diverse offerte, invocando il proteleia (sacrificio), dagli dei come Artemide e Afrodite. "Alcuni giocattoli venivano dedicati ad Artemide dalle ragazze adolescenti prima del matrimonio, come preludio a trovare un marito e ad avere figli. Più significativo, come rito di passaggio prima del matrimonio, era il rituale del taglio e della donazione di una ciocca di capelli." Questa offerta significava la separazione della sposa dall'infanzia e una iniziazione all'età adulta. Essa inoltre stabiliva un legame tra la sposa e gli dèi, che dovevano fornirle una protezione durante questa transizione.

### "Gamos"
Il gamos era il giorno del matrimonio, ed era costituito da una serie di cerimonie che riguardavano il trasferimento della sposa dalla casa di suo padre a quella del suo nuovo marito. I rituali del giorno avevano inizio con un lavacro di nozze della sposa. Questo bagno simboleggiava la purificazione e la fertilità. Gli sposi facevano poi delle offerte presso il tempio al fine di garantirsi una vita futura proficua. Alla festa di nozze partecipavano entrambe le famiglie. Tuttavia, gli uomini e le donne erano seduti a tavoli diversi. Il rito più importante del giorno delle nozze era il anakalupteria, che era la rimozione del velo della sposa. Questo significava il completamento del trasferimento alla famiglia del marito.

#### Cerimonia di matrimonio
Un gamos, o cerimonia di matrimonio iniziava con un sacrificio, proteleia, (prematrimoniale), agli dei per benedire i due sposi nel matrimonio. Poi la futura moglie si tagliava i capelli a significare la sua precedente verginità. I due facevano poi un bagno cerimoniale in acqua santa, noto come loutra. L'acqua veniva versata da un loutrophoros. Loutrophoroi più piccoli dovevano forse poi essere donati agli dei per benedire il matrimonio. Dopo la loutra veniva preparata una festa in casa della sposa e le donne dovevano sedersi e attendere che gli uomini avessero finito il loro banchetto. Questa usanza degli uomini che mangiano prima delle donne, era la stessa che regolava gli altri pasti oltre che il banchetto di nozze. Le donne erano autorizzate a controllare la conversazione, e poi era loro permesso di cenare con gli uomini. 
La donna consacrava il matrimonio trasferendosi nell'abitazione dello sposo. Una volta che la donna aveva fatto un passo in casa del sunoikein, veniva legalizzato il loro 'vivere insieme' engysis che il pretendente aveva fatto al kyrios. Il marito aveva ricevuto la dote dal padre della moglie. Spesso le famiglie non avevano alcuna proprietà da dare allo sposo, e in questi casi il padre o il kyrios forniva una dote in denaro, che era importante per la coppia.

### "Epaulia"
La epaulia era simile a una doccia per la sposa e lo sposo. Gli sposi, ricevuti la maggior parte dei doni, si preparavano al loro viaggio come marito e moglie.

## Divorzio
In caso di adulterio commesso dalla moglie, la legge ateniese sottoponeva il marito a atimia, ovvero privazione dei diritti civili, qualora avesse continuato a convivere con lei, così che era ipso facto divorziato. Una separazione poteva avvenire in due modi diversi: la moglie poteva lasciare il marito, o il marito respingere la moglie. Se la moglie supponeva che il marito avesse preso una tale decisione senza una sufficiente giustificazione, lei, o meglio il suo tutore, poteva presentare un ricorso per l'abbandono  (dike apopompes); l'azione corrispondente se proposta dal marito era un dike apoleipseos. Se, tuttavia, una moglie veniva maltrattata in qualsiasi modo dal marito, questi era passibile di un'azione chiamata dike kakoseos, pertanto la moglie non era del tutto esente dalla tutela delle leggi, una conclusione giustificata da un frammento in Ateneo di Naucrati in cui si parla di come le donne sposate potevano appellarsi alla legge per la loro protezione. Ma una separazione, sia che fosse stata originata dal marito che dalla moglie, si rifletteva dando discredito a quest'ultima, oltre alle difficoltà e agli inconvenienti a cui era sottoposta. A Sparta, la sterilità da parte della moglie sembra essere stata un motivo valido per l'abbandono da parte del marito; e da un passaggio inOratione di Dione Crisostomo, si è dedotto che le donne avevano l'abitudine di imporre bambini acquistati allo scopo di mantenere (kataschein) i loro mariti. I doveri di una moglie ateniese sono espressi in dettaglio nell'Economico di Senofonte.